# Alvin Fortes
Alvin Fortes (Rotterdam, 25 maggio 1994) è un calciatore olandese naturalizzato capoverdiano, centrocampista del Selangor.

## Carriera

### Club
Nativo di Rotterdam, è cresciuto nel vivaio del Feyenoord. Nel 2013 si trasferisce in Finlandia, firmando per il PS Kemi Kings. Successivamente torna in Olanda giocando con RKC Waalwijk e Oss.
Tra il 2016 e il 2020 gioca in Turchia, Grecia, Repubblica Ceca e Kazakistan.
Nel 2021 si trasferisce all'AGMK Olmaliq, formazione uzbeka, con cui esordisce nelle competizioni continentali asiatiche.

### Nazionale
Nel 2018 viene convocato dalla nazionale di Capo Verde. Esordisce il 1º giugno dello stesso anno in un match amichevole contro l'Algeria.

## Statistiche

### Cronologia presenze e reti in nazionale
| Cronologia completa delle presenze e delle reti in nazionale ― Capo Verde | Cronologia completa delle presenze e delle reti in nazionale ― Capo Verde | Cronologia completa delle presenze e delle reti in nazionale ― Capo Verde | Cronologia completa delle presenze e delle reti in nazionale ― Capo Verde | Cronologia completa delle presenze e delle reti in nazionale ― Capo Verde | Cronologia completa delle presenze e delle reti in nazionale ― Capo Verde | Cronologia completa delle presenze e delle reti in nazionale ― Capo Verde | Cronologia completa delle presenze e delle reti in nazionale ― Capo Verde |
| Data                                                                      | Città                                                                     | In casa                                                                   | Risultato                                                                 | Ospiti                                                                    | Competizione                                                              | Reti                                                                      | Note                                                                      |
| ------------------------------------------------------------------------- | ------------------------------------------------------------------------- | ------------------------------------------------------------------------- | ------------------------------------------------------------------------- | ------------------------------------------------------------------------- | ------------------------------------------------------------------------- | ------------------------------------------------------------------------- | ------------------------------------------------------------------------- |
| 1-6-2018                                                                  | Algeri                                                                    | Algeria                                                                   | 2 – 3                                                                     | Capo Verde                                                                | Amichevole                                                                | -                                                                         | 78’                                                                       |
| 29-5-2025                                                                 | Kuala Lumpur                                                              | Malaysia                                                                  | 1 – 1                                                                     | Capo Verde                                                                | Amichevole                                                                | -                                                                         | 65’                                                                       |
| Totale                                                                    |                                                                           | Presenze                                                                  | 2                                                                         |                                                                           | Reti                                                                      | 0                                                                         |                                                                           |